# Леон Сатурн
«Лео́н Сату́рн» — российский профессиональный футбольный клуб из города Раменское Московской области. Основан в 1946 году. Двукратный полуфиналист Кубка России, финалист Кубка Интертото 2008 года.

## Названия
- 1946—1950 — «Снайпер»
- 1951—1957 — «Крылья Советов»
- 1958—1959 — «Труд»
- 1960 — 11 февраля 2002, 27 января 2004 — 20 июля 2023 — «Сатурн»
- 12 февраля 2002 — 26 января 2004 — «Сатурн-REN TV»
- С 21 июля 2023 — «Леон Сатурн»[5][6]

В 1999—2010 годах официально назывался «Сатурн» (Московская область) и «Сатурн — REN TV» (Московская область).

## История

Эмблема клуба с 2008 по 2023 год

Футбольный клуб был создан в 1946 году под названием «Снайпер». Он был основан на базе Раменского приборостроительного завода. С 1951 по 1957 носил название «Крылья Советов», с 1958 по 1959 — «Труд». В 1987 году, как чемпион Московской области 1986 года, «Сатурн» был включён в зону «Центр» первенства РСФСР. Команда выиграла турнир, получив таким образом право на переход во вторую союзную лигу, также в 1987 году в десятый раз стала чемпионом Московской области.
В 1988 году клуб дебютировал во второй лиге, в которой выступал 6 лет (в 1990—1991 — вторая низшая лига СССР, с 1992 года — вторая лига России). 1994 год «Сатурн» провёл в третьей лиге, а в 1995 году успешно выступил во второй и вышел в первую, где выступал в течение трёх лет. После победы в первом дивизионе сезона-1998, команда со следующего года стала выступать в Премьер-лиге (Высшем дивизионе), где провела 12 сезонов до 2010 года включительно. В 2008 году команда сыграла в Кубке Интертото.
В декабре 2008 года «Сатурн» мог объединиться с ФК «Химки» (власти Московской области в официальном сообщении мотивировали это тяжёлым финансовым положением в регионе, которое вызвано экономическим кризисом), однако «Химкам» всё же выделили сумму, необходимую для участия в элитном дивизионе.
В январе 2011 года «Сатурн» подал заявление о добровольном выходе из Премьер-лиги в связи с банкротством из-за долга в 1 миллиард рублей, место «Сатурна» в Премьер-лиге занял ФК «Краснодар».
«Сатурн-2» продолжил играть во втором дивизионе, в сезоне 2011/12 став проводить домашние матчи в Раменском, в октябре 2011 года сменил название на «Сатурн». Летом 2012 года было создано муниципальное бюджетное учреждение спорта, и следующие два сезона созданная на базе бывшего фарм-клуба и вернувшая себе историческое имя команда провела в любительском дивизионе.
В 2014 году «Сатурн» возобновил своё участие на профессиональном уровне, заявившись в зону «Запад» Первенства ПФЛ. Из-за финансовых проблем руководством НП «Футбольный клуб „Сатурн“» было принято решение пропустить сезон 2015/16 ПФЛ, команда продолжила выступление в дивизионе в сезоне 2016/17, но уже в группе «Центр».
Реальным хозяином клуба на протяжении многих лет являлся вор в законе Олег Шишканов, позже легализовавшийся.
6 марта 2023 года на пост генерального директора клуба был назначен Роман Широков, выступавший за команду в 2005 году.
4 июля 2023 года главным тренером был назначен Олег Кононов, но уже 31 августа того же года Кононов покинул клуб (на момент его ухода команда занимала 1-е место в своей группе дивизиона «Б» Второй лиги), его сменил Широков.

## Противостояния
Самым принципиальным соперником команды являются «Химки» — матч против них называют «подмосковным дерби».
Во времена выступления в Премьер-лиге наиболее принципиальным считалось соперничество с московским «Локомотивом» и ярославским «Шинником».

## Текущий состав
| 13 | Флаг России | Вр  | Владислав Русанов                          | 2001 |  |  |  |  |  |
| 32 | Флаг России | Вр  | Валерий Матвеенков                         | 1999 |  |  |  |  |  |
| 94 | Флаг России | Вр  | Владимир Малышев (в аренде из «Балтики-2») | 2004 |  |  |  |  |  |
|    |             |     |                                            |      |  |  |  |  |  |
| 2  | Флаг России | Защ | Юрий Коледин                               | 2004 |  |  |  |  |  |
| 5  | Флаг России | Защ | Иван Горяинов                              | 2005 |  |  |  |  |  |
| 11 | Флаг России | Защ | Александр Серасхов                         | 1994 |  |  |  |  |  |
| 42 | Флаг России | Защ | Лев Ушахин                                 | 2002 |  |  |  |  |  |
| 87 | Флаг России | Защ | Сергей Васильев                            | 2005 |  |  |  |  |  |
|    |             |     |                                            |      |  |  |  |  |  |
| 7  | Флаг России | ПЗ  | Рустам Вазитдинов                          | 1997 |  |  |  |  |  |

| 9  | Флаг России | ПЗ  | Даниил Камлашев  | 2002 |  |  |  |  |  |
| 18 | Флаг России | ПЗ  | Артём Шоларь     | 2003 |  |  |  |  |  |
| 27 | Флаг России | ПЗ  | Александр Мазько | 2004 |  |  |  |  |  |
| 88 | Флаг России | ПЗ  | Ярослав Фролов   | 2000 |  |  |  |  |  |
|    |             |     |                  |      |  |  |  |  |  |
| 10 | Флаг России | Нап | Семён Емелин     | 2004 |  |  |  |  |  |
| 46 | Флаг России | Нап | Виталий Дунай    | 2004 |  |  |  |  |  |
| 77 | Флаг России | Нап | Максим Степин    | 2004 |  |  |  |  |  |
| 78 | Флаг России | Нап | Евгений Мухин    | 2003 |  |  |  |  |  |

## Тренерский штаб
| Должность               | Имя                |
| ----------------------- | ------------------ |
| Главный тренер          | Виталий Виценец    |
| Тренер                  | Артём Куликов      |
| Тренер                  | Олег Пестряков     |
| Тренер вратарей         | Денис Кулаков      |
| Тренер по физподготовке | Ольга Смирнова     |
| Начальник команды       | Александр Кузнецов |
| Врач                    | Николай Астахов    |
| Администратор           | Вячеслав Сидоров   |

## Статистика выступлений

### Первенство и Кубок СССР и России
| Год               | Первенство                        | Первенство                        | Первенство | Первенство | Первенство | Первенство | Первенство | Первенство | Первенство | Кубок     | Кубок                                                  | Примечания                                 |
| Год               | Лига/дивизион (уровень)           | Зона/группа                       | Место      | И          | В          | Н          | П          | Мячи       | О          | Стадия    | Последний соперник                                     | Примечания                                 |
| ----------------- | --------------------------------- | --------------------------------- | ---------- | ---------- | ---------- | ---------- | ---------- | ---------- | ---------- | --------- | ------------------------------------------------------ | ------------------------------------------ |
| Союзный период    |                                   |                                   |            |            |            |            |            |            |            |           |                                                        |                                            |
| 1968              | Класс «Б» (3)                     | РСФСР/ 1 зона                     | 18 из 30   | 38         | 9          | 7          | 22         | 29-42      | 25         |           |                                                        |                                            |
| 1969              | Класс «Б» (3)                     | РСФСР/ 1 зона                     | 12 из 17   | 32         | 11         | 8          | 13         | 22-28      | 30         |           |                                                        | По окончании сезона прекратил выступления. |
|                   |                                   |                                   |            |            |            |            |            |            |            |           |                                                        |                                            |
| 1988              | Вторая лига (3)                   | 1 зона                            | 5 из 20    | 38         | 18         | 9          | 11         | 51-43      | 45         |           |                                                        |                                            |
| 1989              | Вторая лига (3)                   | 1 зона                            | 10 из 22   | 42         | 15         | 15         | 12         | 57-51      | 45         | 1/64      | Динамо Вг — 0:1 (г)                                    |                                            |
| 1990              | Вторая низшая лига (4)            | 5 зона                            | 6 из 17    | 32         | 11         | 11         | 10         | 34-31      | 33         |           |                                                        |                                            |
| 1991              | Вторая низшая лига (4)            | 6 зона                            | 13 из 22   | 42         | 12         | 15         | 15         | 35-44      | 39         |           |                                                        |                                            |
| Российский период |                                   |                                   |            |            |            |            |            |            |            |           |                                                        |                                            |
| 1992              | Вторая лига (3)                   | 3 зона                            | 14 из 21   | 40         | 13         | 9          | 8          | 49-61      | 35         | 1/128     | Титан Реутов (д) — 0:2                                 |                                            |
| 1993              | Вторая лига (3)                   | 4 зона                            | 14 из 22   | 42         | 15         | 8          | 19         | 44-54      | 38         | 1/128     | Знамя Труда (д) — 0:3                                  | Перевод в третью лигу                      |
| 1994              | Третья лига (4)                   | 3 зона                            | 2 из 24    | 46         | 35         | 8          | 3          | 115-32     | 78         | 1/16      | Торпедо М (д) — 0:1                                    | Выход во вторую лигу                       |
| 1995              | Вторая лига (3)                   | зона «Центр»                      | 2 из 21    | 40         | 29         | 6          | 5          | 81-21      | 93         | 1/128     | Титан Реутов (г) — 0:1                                 | Выход в первую лигу                        |
| 1996              | Первая лига/ Первый дивизион (2)  | Первая лига/ Первый дивизион (2)  | 11 из 22   | 42         | 16         | 9          | 17         | 48-48      | 57         | 1/16      | ЦСКА (д) — 0:2                                         |                                            |
| 1997              | Первая лига/ Первый дивизион (2)  | Первая лига/ Первый дивизион (2)  | 9 из 22    | 42         | 19         | 6          | 17         | 65-55      | 63         | 1/64      | Текстильщик И (г) — 0:1                                |                                            |
| 1998              | Первая лига/ Первый дивизион (2)  | Первая лига/ Первый дивизион (2)  | 1 из 22    | 42         | 24         | 12         | 6          | 73-34      | 84         |           |                                                        | Выход в высший дивизион                    |
| 1999              | Высший дивизион/ Премьер-лига (1) | Высший дивизион/ Премьер-лига (1) | 10 из 16   | 30         | 8          | 10         | 12         | 30-38      | 34         | 1/4       | Динамо М (г) — 0:1                                     |                                            |
| 2000              | Высший дивизион/ Премьер-лига (1) | Высший дивизион/ Премьер-лига (1) | 9 из 16    | 30         | 10         | 10         | 10         | 26-29      | 40         | 1/4; 1/16 | Спартак М (г) — 0:1; Лада (г) — 0:1, д.в.              |                                            |
| 2001              | Высший дивизион/ Премьер-лига (1) | Высший дивизион/ Премьер-лига (1) | 6 из 16    | 30         | 13         | 8          | 9          | 45-22      | 47         |           |                                                        |                                            |
| 2002              | Высший дивизион/ Премьер-лига (1) | Высший дивизион/ Премьер-лига (1) | 6 из 16    | 30         | 13         | 8          | 9          | 41-37      | 47         | 1/2       | Зенит (д) — 0:1, д.в                                   |                                            |
| 2003              | Высший дивизион/ Премьер-лига (1) | Высший дивизион/ Премьер-лига (1) | 7 из 16    | 30         | 12         | 9          | 9          | 40-37      | 45         | 1/4; 1/8  | Лада (г) — 0:0, пен. 2:3; Ростов — 2:2 (д), 0:4 (г)    |                                            |
| 2004              | Высший дивизион/ Премьер-лига (1) | Высший дивизион/ Премьер-лига (1) | 7 из 16    | 30         | 10         | 11         | 9          | 39-30      | 41         |           |                                                        |                                            |
| 2005              | Высший дивизион/ Премьер-лига (1) | Высший дивизион/ Премьер-лига (1) | 11 из 16   | 30         | 8          | 9          | 13         | 23-25      | 33         | 1/4       | ЦСКА — 1:2 (г), 0:0 (д)                                |                                            |
| 2006              | Высший дивизион/ Премьер-лига (1) | Высший дивизион/ Премьер-лига (1) | 11 из 16   | 30         | 7          | 16         | 7          | 29-24      | 37         | 1/2; 1/8  | Спартак М — 1:1 (г), 1:3 (д); Зенит — 0:1 (г), 1:1 (д) |                                            |
| 2007              | Высший дивизион/ Премьер-лига (1) | Высший дивизион/ Премьер-лига (1) | 5 из 16    | 30         | 11         | 12         | 7          | 34-28      | 45         | 1/4       | Урал — 1:2 (г)                                         |                                            |
| 2008              | Высший дивизион/ Премьер-лига (1) | Высший дивизион/ Премьер-лига (1) | 11 из 16   | 30         | 7          | 12         | 11         | 26-30      | 33         | 1/16      | Волга НН — 1:1, пен. 3:4                               | Участие в Кубке Интертото 2008             |
| 2009              | Высший дивизион/ Премьер-лига (1) | Высший дивизион/ Премьер-лига (1) | 7 из 16    | 30         | 13         | 6          | 11         | 38-41      | 45         | 1/4       | Луч-Энергия — 0:3 (г)                                  |                                            |
| 2010              | Высший дивизион/ Премьер-лига (1) | Высший дивизион/ Премьер-лига (1) | 10 из 16   | 30         | 8          | 10         | 12         | 27-38      | 34         | 1/4       | Луч-Энергия — 2:1 (д)                                  | Выход из РФПЛ                              |
| 2011/12           | Второй дивизион (3)               | зона «Запад»                      | 13 из 16   | 45         | 13         | 9          | 23         | 54-78      | 48         | 1/128     | Истра — 0:0, пен. 5:6 (д)                              | Лишение профессионального статуса          |
|                   |                                   |                                   |            |            |            |            |            |            |            |           |                                                        |                                            |
| 2014/15           | Первенство ПФЛ (3)                | зона «Запад»                      | 7 из 16    | 30         | 15         | 5          | 10         | 42-31      | 50         | 1/256     | Тамбов — 2:2, пен. 1:4 (г)                             | Лишение профессионального статуса          |
|                   |                                   |                                   |            |            |            |            |            |            |            |           |                                                        |                                            |
| 2016/17           | Первенство ПФЛ (3)                | группа «Центр»                    | 2 из 13    | 24         | 11         | 9          | 4          | 32-20      | 42         | 1/256     | Торпедо М — 0:1 (д)                                    |                                            |
| 2017/18           | Первенство ПФЛ (3)                | группа «Центр»                    | 8 из 14    | 26         | 10         | 7          | 9          | 37-34      | 37         | 1/64      | Арарат — 0:1 (г)                                       |                                            |
| 2018/19           | Первенство ПФЛ (3)                | группа «Центр»                    | 12 из 14   | 26         | 5          | 8          | 13         | 23-40      | 23         | 1/128     | Текстильщик — 1:2 (д)                                  |                                            |
| 2019/20           | Первенство ПФЛ (3)                | группа «Центр»                    | 10 из 14   | 17         | 5          | 7          | 5          | 32-32      | 22         | 1/256     | Коломна — 1:2 (г)                                      |                                            |
| 2020/21           | Первенство ПФЛ (3)                | группа 3                          | 3 из 16    | 30         | 17         | 7          | 6          | 63-29      | 58         | 1/256     | Коломна — 0:3 (д)                                      |                                            |
| 2021/22           | Второй дивизион ФНЛ (3)           | группа 3                          | 19 из 22   | 30         | 10         | 4          | 16         | 46-51      | 34         | 1/128     | Знамя — 0:2 (д)                                        | Первенство проходило в два этапа           |
| 2022/23           | Вторая лига (3)                   | группа 3                          | 11 из 24   | 34         | 13         | 7          | 14         | 51-53      | 46         | 1/256     | Коломна — 0:1 (г)                                      | Первенство проходило в два этапа           |
| 2023              | Вторая лига, дивизион «Б» (4)     | группа 3                          | 7 из 18    | 17         | 9          | 2          | 6          | 30-18      | 29         | 1/32      | Арсенал — 1:2 (д)                                      |                                            |
| 2024              | Вторая лига, дивизион «Б» (4)     | группа 2                          | 3 из 18    | 30         | 17         | 7          | 6          | 68-43      | 58         | 1/128     | Чертаново — 1:3 (г)                                    |                                            |

1. ↑  Вследствие расформирования «Сатурна»[28] матч 1/4 финала против «Алании» в 2011 году не состоялся.
2. ↑  Выход из РФПЛ из-за финансовых проблем[29][30].
3. ↑  Сезон-2011/12 начинал «Сатурн-2»[13], в октябре 2011 года был переименован в «Сатурн»[14].
4. ↑  Лишение профессионального статуса из-за финансовых проблем[31].
5. ↑  Лишение профессионального статуса из-за финансовых проблем[32].
6. ↑  Утверждены итоги в соответствии с промежуточными результатами (из-за пандемии коронавируса первенство не было доиграно).
7. 1 2 3  На втором этапе учитывалась часть матчей первого этапа. Приведены суммарные показатели в сыгранных матчах.

## Еврокубки
«Сатурн» выступал в еврокубках один раз. В сезоне Кубка Интертото 2008 года, победив во втором круге клуб «Этцелла» из Люксембурга, уступил на следующем этапе немецкому «Штутгарту».
| Сезон | Соревнование    | Раунд       | Страна     | Клуб     | Домашний матч                                 | Матч в гостях | Общий счёт |
| ----- | --------------- | ----------- | ---------- | -------- | --------------------------------------------- | ------------- | ---------- |
| 2008  | Кубок Интертото | Второй круг | Люксембург | Этцелла  | 7:0 (Кириченко — 4, Ангбва, Топич, А. Иванов) | 1:1 (Ковель)  | 8:1        |
| 2008  | Кубок Интертото | Третий круг | Германия   | Штутгарт | 1:0 (Кириченко)                               | 0:3 (д. в.)   | 1:3        |

## Достижения

### Национальные
Первый дивизион
- Чемпион: 1998

Вторая лига / Первенство ПФЛ
- Серебряный призёр (2): 1995 (зона «Центр»), 2016/17 (группа «Центр»)
- Бронзовый призёр (2): 2020/21 (группа «3»), 2024 (группа «2»)

Третья лига (ПФЛ)
- Серебряный призёр: 1994 (зона 3)

Кубок России
- 1/2 финала (2): 2001/02, 2005/06

 Кубок СССР среди команд КФК
- Обладатель: 1976
- Финалист (2): 1962, 1975

### Еврокубки
Кубок Интертото
- Финалист: 2008

## Тренеры команды

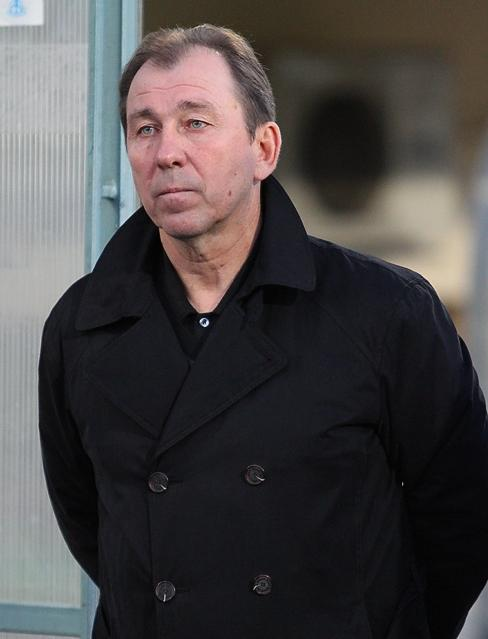
Больше всего игр (130) с командой провёл Сергей Павлов

Список главных тренеров команды с 1987 года.
| Тренер                     | Сезоны       |
| -------------------------- | ------------ |
| Михаил Захаров             | 1987         |
| Евгений Жучков             | 1988         |
| Михаил Захаров             | 1989 — 1990  |
| Валерий Тюкульмин          | 1991 — 1993  |
| Юрий Гаврилов              | 1994         |
| Владимир Муханов           | 1995 — 1997  |
| Владимир Шевчук            | 1997         |
| Сергей Павлов              | 1997 — 2000  |
| Владимир Юрин              | 2000 — 2001  |
| Владимир Шевчук            | 2001 — 2002  |
| Виталий Шевченко           | 2002 — 2003  |
| Олег Романцев              | 2003 — 2004  |
| Борис Игнатьев             | 2004         |
| Александр Тарханов         | 2004 — 2005  |
| Владимир Шевчук            | 2005 — 2006  |
| Владимир Вайсс             | 2006 — 2007  |
| Гаджи Гаджиев              | 2007 — 2008  |
| Дмитрий Галямин (и. о.)    | 2008         |
| Александр Цыганков (и. о.) | 2008         |
| Юрген Рёбер                | 2008 — 2009  |
| Андрей Гордеев             | 2009 — 2011  |
| Сергей Бондарь             | 2011 — 2012  |
| Валерий Чижов              | 2012 — 2013  |
| Александр Горшков          | 2014         |
| Сергей Павлов              | 2014 — 2015  |
| Дмитрий Серёжкин           | 2016 — 2018  |
| Сергей Жуков               | 2019 — 2021  |
| Андрей Афанасьев (и. о.)   | 2021         |
| Алексей Медведев           | 2021 — 2022  |
| Артём Куликов              | 2022         |
| Игорь Рудой                | 2022 — 2023  |
| Олег Кононов               | 2023         |
| Роман Широков              | 2023         |
| Владимир Корытько          | 2024         |
| Артём Горлов               | 2025         |
| Артём Куликов              | 2025         |
| Виталий Виценец            | 2025 — н. в. |

## Известные игроки

### Футболисты, сыгравшие 100 и более матчей
Список футболистов, сыгравших 100 и более матчей за клуб. Учитываются только матчи официальных турниров (чемпионат СССР, Кубок СССР, чемпионат России, Кубок России, Кубок Федерации футбола СССР, приз Всесоюзного комитета, Кубок Премьер-лиги, Суперкубок России, Кубок чемпионов УЕФА, Лига чемпионов УЕФА, Кубок УЕФА, Лига Европы УЕФА, Кубок обладателей кубков УЕФА, Кубок Интертото).
- Алексей Игонин
- Андрей Каряка
- Антонин Кински
- Дмитрий Кириченко
- Алексей Медведев
- Пётр Немов
- Сергей Рогачёв

### Игроки-рекордсмены
| Рекордсмены клуба по количеству матчей |       |
| Игрок                                  | Матчи |
| Антонин Кински                         | 186   |
| Алексей Игонин                         | 147   |
| Алексей Медведев                       | 131   |
| Пётр Немов                             | 114   |
| Сергей Рогачёв                         | 114   |
| Андрей Каряка                          | 112   |
| Дмитрий Кириченко                      | 103   |
| Руслан Нахушев                         | 97    |
| Алексей Иванов                         | 96    |
| Валерий Чижов                          | 96    |

| Лучшие бомбардиры в истории клуба |      |
| Игрок                             | Голы |
| Алексей Медведев                  | 45   |
| Сергей Рогачёв                    | 32   |
| Дмитрий Кириченко                 | 31   |
| Марко Топич                       | 20   |
| Андрей Каряка                     | 18   |
| Андрей Мовсесьян                  | 15   |
| Пётр Быстров                      | 13   |
| Валерий Кечинов                   | 13   |
| Самир Муратович                   | 11   |
| Эдгарас Чеснаускис                | 10   |

## Форма
| 2010 · домашняя | 2010 · гостевая | 2008-09 · домашняя | 2008-09 · гостевая | 2008 · запасная | 2007 · домашняя | 2007 · гостевая | 2007 · запасная | 2006 · домашняя | 2006 · гостевая |

## Фарм-клуб
В 1999—2000 годах в зоне «Запад» второго дивизиона выступал дублирующий состав раменского «Сатурна» под названием «Сатурн»-2. С 2001 года он стал играть в образованном турнире дублёров команд высшего дивизиона, а потом — молодёжном первенстве («Сатурн»-д и «Сатурн»-мол., соответственно; в 2004 году — 2-е место, в 2009 — 3-е).
В 2004 году у «Сатурна» появился фарм-клуб — команда зоны «Центр» второго дивизиона «Космос» Егорьевск, ранее представлявшая также Долгопрудный и Электросталь, она стала называться «Сатурн», с 2008 года — «Сатурн-2», некоторое время базировалась в Жуковском и с начала 2010-х годов стала представлять Раменское.